# Beaconsfield (Australia)
Beaconsfield è una città della Tasmania, in Australia; essa si trova 240 chilometri a nord di Hobart ed è la sede della Municipalità di West Tamar. Al censimento del 2006 contava 1.056 abitanti.